# Нилпхамари
Нилпхамари (бенг. নিলফামারী) — город и муниципалитет на северо-западе Бангладеш, административный центр одноимённого округа. Площадь города равна 19,53 км². По данным переписи 2001 года, в городе проживало 39 838 человек, из которых мужчины составляли 51,33 %, женщины — соответственно 48,67 %. Плотность населения равнялась 2040 чел. на 1 км². Уровень грамотности взрослого населения составлял 48,2 % (при среднем по Бангладеш показателе 43,1 %).